# Dragan Bender
Dragan Bender (Čapljina, Bosnia y Herzegovina, 17 de noviembre de 1997) es un baloncestista croata que pertenece a la plantilla del Monbus Obradoiro de la Liga ACB. Con 2,13 metros (7 pies y 1 pulgada) de estatura, juega en la posición de ala-pívot, pero también puede jugar de pívot.

## Trayectoria deportiva

### Juvenil
En la temporada 2012-13, Dragan jugó con el equipo júnior del KK Split. Luego jugó en el equipo júnior del KK Cedevita. En la temporada 2014-15, Bender jugó en el equipo sub-18 del Maccabi Tel Aviv, donde promedió 23 puntos y 10,8 rebotes en 4 partidos.

### Profesional
Fue elegido en la cuarta posición del Draft de la NBA de 2016 por Phoenix Suns. Debutó el 26 de octubre en un partido ante Sacramento Kings, en el que consiguió 10 puntos y 2 rebotes.
Tras tres temporadas en Phoenix, el 25 de julio de 2019, firma un contrato con Milwaukee Bucks. Unos meses en Milwaukee, en los que disputó 7 partidos con el primer equipo y varios con su filial de la G League, los Wisconsin Herd.
En febrero de 2020 firmó un contrato por diez días con Golden State Warriors. Después de un segundo contrato con Warriors y de 9 encuentros, en julio de 2020 finaliza su contrato.
El 23 de septiembre de 2020, Bender vuelve a firmar con Maccabi Tel Aviv de la Israeli Premier League.
El 23 de agosto de 2022, firma con el conjunto santiagués Monbus Obradoiro de la Liga ACB por una temporada.

## Selección nacional
Bender representó a su país en dos ediciones del Campeonato Europeo de Baloncesto Masculino Sub-16 (2012 y 2013), y en el Campeonato Europeo de Baloncesto Masculino Sub-18 de 2014, donde los croatas finalizaron terceros. 
Aunque fue preseleccionado para jugar el Campeonato Mundial de Baloncesto Sub-19 de 2015, Bender terminó renunciando al equipo nacional debido a que su contrato de patrocinio con Adidas le impedía utilizar indumentaria de la marca Nike.
Con la selección absoluta disputó el Eurobasket 2017. 

## Estadísticas de su carrera en la NBA

### Temporada regular
| Año     | Equipo       | PJ  | PT | MPP  | %TC  | %3P  | %TL  | RPP | APP | ROB | TPP | PPP |
| ------- | ------------ | --- | -- | ---- | ---- | ---- | ---- | --- | --- | --- | --- | --- |
| 2016-17 | Phoenix      | 43  | 0  | 13.3 | .354 | .277 | .364 | 2.4 | .5  | .2  | .5  | 3.4 |
| 2017-18 | Phoenix      | 82  | 37 | 25.2 | .386 | .366 | .765 | 4.4 | 1.6 | .3  | .6  | 6.5 |
| 2018-19 | Phoenix      | 46  | 27 | 18.0 | .447 | .218 | .593 | 4.0 | 1.2 | .4  | .5  | 5.0 |
| 2019-20 | Milwaukee    | 7   | 0  | 13.0 | .476 | .444 | .667 | 2.9 | 1.3 | .0  | .7  | 3.7 |
| 2019-20 | Golden State | 9   | 3  | 21.7 | .437 | .324 | .727 | 5.9 | 2.1 | .4  | .4  | 9.0 |
| Total   | Total        | 187 | 67 | 20.1 | .399 | .323 | .654 | 3.9 | 1.3 | .3  | .6  | 5.4 |